# Кошевой, Илья Евгеньевич
Илья Евгеньевич Кошевой (род. 20 марта 1991, Минск, Белорусская ССР, СССР) — белорусский профессиональный  шоссейный велогонщик, выступавший за различные команды, последней командой перед завершением карьеры в 2018 году была итальянская профессиональную континентальную команду Wilier Triestina–Selle Italia. 

## Достижения
2009
2-й Джиро ди Базиликата — Генеральная классификация
2011
2-й Чемпионат Белоруссии — Индивидуальная гонка
2013
1-й Gran Premio della Liberazione
10-й Trofeo Edil C
2014
2-й Трофей Альчиде Де Гаспери
2015
1-й — Этап 7 Тур озера Цинхай
3-й Чемпионат Белоруссии — Групповая гонка
2016
5-й Тур Сан-Луиса — Генеральная классификация
2017
4-й Тур озера Цинхай — Генеральная классификация
2018
7-й Тур Анталии — Генеральная классификация

## Статистика выступлений

### Гранд-туры
| Гонка           | 2015 | 2016 | 2017 |
| --------------- | ---- | ---- | ---- |
| Джиро д'Италия  | —    | 97   | 155  |
| Тур де Франс    | —    | —    | —    |
| Вуэльта Испании | 144  | 151  | —    |

| —  | Не участвовал  |
| НФ | Не финишировал |